# Johann Lauremberg
Johann Lauremberg ou en latin Johannes Laurembergius, connu aussi sous les pseudonymes de Hans Willmsen L. Rost. (Hans, fils de Wilhelm Lauremberg de Rostock) et de Jeckel von Achtern, (né le 26 février 1590 à Rostock et décédé le 28 février 1658 à Sorø, Danemark) est un mathématicien, médecin, cartographe, écrivain néolatin et bas-allemand de l'époque baroque.

## Biographie
Comme son père Wilhelm Lauremberg, professeur de médecine et de mathématique à l'université de Rostock, et son frère aîné l'écrivain néolatin et botaniste Peter Lauremberg avant lui, Johann étudie à partir de 1605 les mathématiques, la médecine et la poésie à l'université de Rostock, et devint "magister artium" le 8 novembre 1610. Il entame ensuite de 1612 à 1617 son « grand Tour » aux Pays-Bas, en Angleterre, en Italie et en France, suivi de deux plus longs séjours à Paris et Reims où il devient docteur en médecine. À partir de 1618 jusqu'en 1623, il occupe la chaire de poésie à Rostock.
Alors qu'il résidait à Rostock il dessina en 1622 une carte du Mecklembourg qui fut insérée en 1644 dans le Grand Atlas de Rostock.
Il publie à partir de 1610 un drame, Pompejus Magnus, et différents poèmes de circonstance en latin et en grec, ainsi que des ouvrages scientifiques. En 1623, il est invité à enseigner les mathématiques à la "Regia et equestris Academia Sorana" (Académie de Soro), à Sorø (Danemark) où il reste jusqu'à sa mort ; la sollicitude de son ancien élève, le futur roi Frédéric III de Danemark, lui permet de passer une vieillesse à l'abri du besoin. En plus de ses travaux mathématiques, topographiques et philologiques, Lauremberg publie quelques textes pour la scène ainsi que divers poèmes de circonstances, parmi lesquels les plus connus, des satires en bas allemand, sont rassemblés sous le titre Quatre poèmes humoristiques, traduits ultérieurement en danois et en haut allemand.

## Œuvres

### Œuvres latines

#### Œuvres théâtrales
- Pompejus Magnus, drame, 1610

#### Œuvres poétiques
- Κυπρις πλευουσα seu Venus navigans, épithalame en grec et latin, 1614-1618
- Ocium Soranum sive Epigrammata, poésies latines, 1648

#### Œuvres géographiques
- Graecia Antiqua. édité par Samuel Pufendorf, Amsterdam: Johannes Jansson 1660 (

#### Œuvres scientifiques
- Clavis instrumentalis Laurembergica, ouvrage mathématique, 1621-1625
- Logarithmus seu canon numerorum, ouvrage mathématique, 1628

#### Œuvres philologiques
- Antiquarius, ouvrage de philologie classique, 1622

### Œuvres allemandes

#### Œuvres de circonstances
- Triumphus nuptialis Danicus, das ist, Eygentliche und warhafftige Beschreibung des Hoch-Fürstlichen Beylagers, des ... Fürsten ... Christiani des Fünfften, zu Dennemarcken ... erwehlten Printzen &c. mit der ... Fürstin ... Magdalena Sybilla, gebohrner Hertzogin zu Sachsen, Gülich, Cleve und Berge, 1635 (en haut allemand malgré le titre latin, félicitations).

#### Œuvres théâtrales
- Zwo Comoedien … Bey dem HochFürstlichen Beylager  (comédies sur le mariage), 1635

#### Œuvres poétiques
- Veer Schertzgedichte, satires en bas allemand, 1652, réédité dix-dept fois au XVIIe siècle. Ces satires piquantes moquent les modes vestimentaires venues de France et le maniérisme de la poésie.
  - Veer Scherzgedichte … In Nedderdüdisch gerymet (plattdeutsche Satiren), 1652; neu hrsg. unter dem Titel De nye poleerte Utiopische Bockes-Büdel, o. J. (um 1700)
- Musicalisch Schawspiel … Die Geschichte Arions, 1655